# Rayunggumuk
Rayunggumuk is een bestuurslaag in het regentschap Lamongan van de provincie Oost-Java, Indonesië. Rayunggumuk telt 1591 inwoners (volkstelling 2010).